# Berméricourt
Berméricourt település Franciaországban, Marne megyében. Lakosainak száma 263 fő (2022. január 1.). Berméricourt Aguilcourt, Orainville, Brimont, Cauroy-lès-Hermonville, Courcy, Loivre és Cormicy községekkel határos.

## Népesség
A település népességének változása:
| Lakosok száma | 113  | 113  | 115  | 122  | 179  | 198  | 205  | 221  | 243  | 263  |
|               | 1968 | 1982 | 1990 | 2006 | 2013 | 2015 | 2017 | 2019 | 2020 | 2022 |